# Zyprischer Fußballpokal 1958/59
Der Zyprische Fußballpokal 1958/59 (griechisch Κύπελλο Ανεξαρτησίας Unabhängigkeitspokal) war die 19. Austragung des zyprischen Pokalwettbewerbs. Er wurde vom zyprischen Fußballverband ausgetragen. Das Finale fand am 28. Juni 1959 im GSP-Stadion von Nikosia statt.
In der Saison 1958/59 organisierte der zyprische Fußballverband aufgrund der in Zypern herrschenden rechtswidrigen Situation (EOKA) keine Meisterschaft in der First Division. Nach der Unterzeichnung der Vereinbarungen (19. Februar 1959) zur Schaffung eines unabhängigen zyprischen Staates und dem Ende des EOKA-Kampfes kündigte der Verband an, die Teams wettbewerbsfähig zu aktivieren und den Cupwettbewerb als Unabhängigkeitspokal durchzuführen.
Pokalsieger wurde Anorthosis Famagusta. Das Team setzte sich im Finale gegen AEL Limassol durch.
Die Spiele der 1. Runde wurden in Hin- und Rückspiel ausgetragen. Bei Gleichstand in beiden Spielen wurde der Sieger in einem dritten Spiel ermittelt. Ab dem Viertelfinale wurden die Begegnungen in einem Spiel ausgetragen. Bei unentschiedenem Ausgang wurde das Spiel um zweimal 15 Minuten verlängert. Stand danach kein Sieger fest, folgte ein Wiederholungsspiel auf des Gegners Platz.

## Teilnehmer
| First Division (10) * | Second Division (8) |
| --- | --- |
| - Anorthosis Famagusta - EPA Larnaka - AEL Limassol - Aris Limassol - APOEL Nikosia - Apollon Limassol - Olympiakos Nikosia - Orfeas Nikosia - Omonia Nikosia - Pezoporikos Larnaka | - Alki Larnaka - Amathus Limassol - APOP Paphos - AYMA Nikosia - Enosis Agion Omologiton - Nea Salamis Famagusta - Panellinios Limassol - PAEEK Kyrenia |

## 1. Runde
|                       | Gesamt        |                         | Hinspiel | Rückspiel |
| --------------------- | ------------- | ----------------------- | -------- | --------- |
| AEL Limassol          | 1 (L)5:5 1(L) | Apollon Limassol        | 3:2      | 2:3       |
| Alki Larnaka          | 02:11         | APOEL Nikosia           | 2:8      | 0:3       |
| Anorthosis Famagusta  | 8:2           | Pezoporikos Larnaka     | 8:0      | 0:2       |
| EPA Larnaka           | 14:30         | AYMA Nikosia            | 12:00    | 2:3       |
| Olympiakos Nikosia    | 9:2           | APOP Paphos             | 5:0      | 4:2       |
| Orfeas Nikosia        | 2:8           | Omonia Nikosia          | 2:1      | 0:7       |
| PAEEK Kyrenia         | 8:4           | Amathus Limassol        | 5:3      | 3:1       |
| Panellinios Limassol  | 3:4           | Aris Limassol           | 3:0      | 0:4       |
| Nea Salamis Famagusta | 6:3           | Enosis Agion Omologiton | 4:0      | 2:3       |

## Viertelfinale
|                    | Ergebnis |                       |
| ------------------ | -------- | --------------------- |
| AEL Limassol       | 3:2      | EPA Larnaka           |
| APOEL Nikosia      | 4:0      | Aris Limassol         |
| Olympiakos Nikosia | 3:0      | Nea Salamis Famagusta |
| PAEEK Kyrenia      | 0:5      | Anorthosis Famagusta  |

## Zwischenrunde
|                    | Ergebnis |                      |
| ------------------ | -------- | -------------------- |
| Omonia Nikosia     | 0:3      | Anorthosis Famagusta |
| AEL Limassol       | Freilos  |                      |
| APOEL Nikosia      | Freilos  |                      |
| Olympiakos Nikosia | Freilos  |                      |

## Halbfinale
|                      | Ergebnis  |                    |
| -------------------- | --------- | ------------------ |
| AEL Limassol         | 3:3 n. V. | Olympiakos Nikosia |
| Anorthosis Famagusta | 3:1       | APOEL Nikosia      |

### Wiederholungsspiel
|                    | Ergebnis |              |
| ------------------ | -------- | ------------ |
| Olympiakos Nikosia | 1:2      | AEL Limassol |

## Finale
| Paarung              | Anorthosis Famagusta – AEL Limassol |
| Ergebnis             | 1:0 (1:0) |
| Datum                | 28. Juni 1959 |
| Stadion              | GSP-Stadion, Nikosia |
| Schiedsrichter       | Pampos Avraamides |
| Tore                 | 1:0 Pantelakis Gerolemou (28., Elfmeter) |
| Anorthosis Famagusta | Alexandros Champides „Papiros“ – Pampos Charalampoys, Michalis Giasemi „Sialis“ – Panikos Iakovou, Andreas Odisseos, Antonis Tsoukkas „Karas“ – Demetris Zagkilos, Antis Konstantinou, Michalis Ioannou „Siailis“, Mavrikios Asprou, Pantelakis Gerolemou |
| AEL Limassol         | Takis Malaktos – Andreas Moustakis, Kostas Pampou „Mavrokolos“ – Marios Kinas, Loukas Menelaou, Levkis Stilianides – Zinonis Papadopoulos, Finos Onisiforou, Christodoulos Michael „Ttooulis“                                                             |